# Aleksander Ehrbar
Aleksander Juliusz Ehrbar (ur. 26 kwietnia 1870 we Lwowie, zm. 15 czerwca 1948 w Zielonej Górze) – tytularny generał brygady Wojska Polskiego.

## Życiorys
Aleksander Juliusz Ehrbar urodził się 26 kwietnia 1870 we Lwowie. W 1887 roku wstąpił ochotniczo cesarskiej i królewskiej Armii. Na stopień kadeta został mianowany ze starszeństwem z 1 września 1889 roku. Od tego roku pełnił zawodową służbę w Czeskim Pułku Piechoty Nr 21 w miejscowości Kutná Hora. Na stopień podporucznika został mianowany ze starszeństwem z 1 maja 1892 roku, a porucznika z 1 listopada 1895 roku. W 1898 roku został przeniesiony do korpusu oficerów kawalerii, w tym samym stopniu i starszeństwie, z równoczesnym przeniesiem do Czeskiego Pułku Dragonów Nr 14, który wówczas stacjonował w miejscowości Klatovy, w Czechach. Na stopień rotmistrza został mianowany ze starszeństwem z 1 listopada 1904 roku. W czasie I wojny światowej walczył w Serbii i został ranny. Na stopień majora został mianowany ze starszeństwem z 1 listopada 1914 roku. Po wyleczeniu z ran został dowódcą dywizjonu rekrutów. W latach 1915–1917 dowódca dywizjonu i Pułku Dragonów Nr 8 na froncie rosyjskim. Na stopień podpułkownika został mianowany ze starszeństwem z 1 listopada 1916 roku. W 1918 roku walczył w Tyrolu, a później był komendantem wojskowym powiatu puławskiego.
Z dniem 1 listopada 1918 roku został przyjęty do Wojska Polskiego z zatwierdzeniem posiadanego stopnia podpułkownika i przydzielony do Okręgu Generalnego „Kraków”. 4 lutego 1919 roku płk Ludwik Trexler, w zastępstwie dowódcy Okręgu Wojskowego w Przemyślu, mianował go komendantem powiatu niskiego. Obowiązki komendanta powiatu objął po zwolnionym ze służby czynnej płk. Karolu Mogiła-Stankiewiczu. Następnie był zastępcą dowódcy załogi w Puławach, a następnie dowódcą ekspozytury taborów i koni w Jarosławiu oraz zastępcą dowódcy 4 pułku ułanów. 11 maja 1919 roku został przeniesiony do dyspozycji Generalnego Inspektora Jazdy, a 24 maja tego roku wyznaczony na dowódcę 9 pułku ułanów.
17 czerwca 1919 roku Minister Spraw Wojskowych powierzył mu organizację i dowództwo 3 pułku dragonów, który we wrześniu tego roku został przemianowany na 3 pułk strzelców konnych, a 6 października 1920 roku na 5 pułk strzelców konnych. Od lipca do listopada 1919 roku obowiązki dowódcy pułku łączył z funkcją dowódcy szwadronu zapasowego 3 pułku dragonów w Tarnowie. 29 maja 1920 roku został zatwierdzony z dniem 1 kwietnia 1920 roku w stopniu pułkownika, w kawalerii, w grupie oficerów „byłej armii austriacko-węgierskiej”.
W 1921 roku pełnił służbę w Departamencie IV Ministerstwa Spraw Wojskowych w Warszawie. Później dowodził 5 pułkiem strzelców konnych w Tarnowie. 3 maja 1922 roku został zweryfikowany w stopniu pułkownika ze starszeństwem z dniem 1 czerwca 1919 roku i 12. lokatą w korpusie oficerów jazdy (od 1924 roku – kawalerii). Z dniem 20 listopada 1924 roku został zwolniony ze stanowiska dowódcy 5 psk „z równoczesnym odkomenderowaniem do Dowództwa 5 Samodzielnej Brygady Kawalerii” w Krakowie. Następnie został przydzielony do macierzystego 5 psk. W czerwcu 1925 roku został przydzielony z 5 psk do Komendy Uzupełnień Koni Nr 20 w Gnieźnie na stanowisko komendanta, a we wrześniu tego roku do Komendy Uzupełnień Koni Nr 23 w Bydgoszczy, także na stanowisko komendanta. Następnie pozostawał w dyspozycji dowódcy 16 pułku ułanów.
5 lutego 1927 roku Prezydent RP mianował go generałem brygady, wyłącznie z prawem do tytułu, z dniem przeniesienia w stan spoczynku – 30 kwietnia 1927 roku. Mieszkał wówczas w Bydgoszczy przy ulicy Reja 3. W 1933 roku mieszkał w Bydgoszczy przy ulicy Adama Asnyka 7 m. 1 (tel. nr 22-34), a w 1936 ponownie przy ulicy Reja 5 m. 6. Później przeniósł się do Warszawy, gdzie mieszkał do 1939 roku. Wypędzony przez Niemców tułał się po Polsce. Zmarł w Zielonej Górze. Pochowany w Warszawie na cmentarzu Czerniakowskim.

## Ordery i odznaczenia
- Krzyż Zasługi Wojskowej 3 klasy z dekoracją wojenną i mieczami[11]
- Signum Laudis Srebrny Medal Zasługi Wojskowej z mieczami na wstążce Krzyża Zasługi Wojskowej[11]
- Signum Laudis Brązowy Medal Zasługi Wojskowej z mieczami na wstążce Krzyża Zasługi Wojskowej[11]
- Signum Laudis Brązowy Medal Zasługi Wojskowej na czerwonej wstążce[11]
- Krzyż Wojskowy Karola[11]
- Krzyż za 25-letnią służbę wojskową dla oficerów[11]
- Brązowy Medal Jubileuszowy Pamiątkowy dla Sił Zbrojnych i Żandarmerii[11]
- Krzyż Jubileuszowy Wojskowy[11]